# Anoectangium tapes
Anoectangium tapes är en bladmossart som beskrevs av Bescherelle 1898. Anoectangium tapes ingår i släktet Anoectangium och familjen Pottiaceae. Inga underarter finns listade i Catalogue of Life.